# Gurgenes I da Ibéria
Gurgenes I (em grego: Γουργένης) ou Guarão I (em georgiano: გუარამ I) foi um príncipe georgiano, que tornou-se curopalata do Império Bizantino e líder hereditário da Ibéria de 588 a 590. Seu nome em grego provém da helenização de Gurgen e foi registrado na obra de Teófanes, o Confessor.

## Nome
Gurgenes (Γουργένης, Gourgénēs) é a forma grega do armênio Gurguém (Գուրգեն, Gurgēn) e Verquém (Վրկեն, Vrkēn), que por sua vez derivou do iraniano antigo Vercaina (*Vr̥kaina-; do hipocorístico para *vr̥ka-, "lobo") através do parta Vurquém (*Wurkēn). Foi registrado em elamita como Marguena, persa novo como Gurguim (Gurgīn).

## História

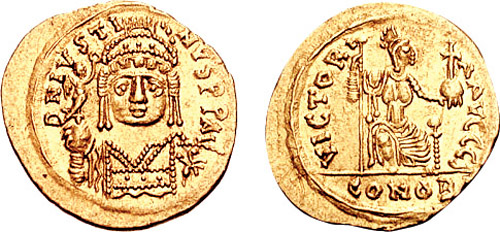
Soldo de r.

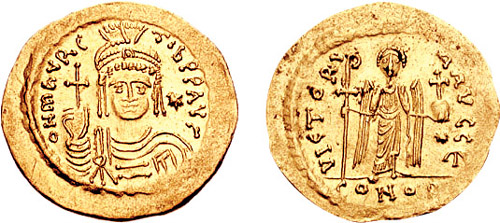
Soldo de Maurício r.

Gurgenes era filho de Leão da Ibéria, o filho mais novo de Vactangue I e sua consorte bizantina Helena, sendo, portanto, membro do jovem ramo não real da dinastia cosroida que estava em posse dos ducados sudeste dos ibéricos em Colarzena e Javaquécia. É registrado pelo autor georgiano medieval Simbácio, Filho de Davi como o primeiro governante Bagrationi, uma alegação que não foi aceita como credível. Quando a guerra entre os Impérios Bizantino e Sassânida recomeçou sob Justino II (r. 565–578), aliou-se com o príncipe armênio Vardanes III e os bizantinos numa tentativa desesperada de se libertar do controle iraniano em 572. Aparentemente fugiu para Constantinopla quando o levante falhou e permaneceu lá até reaparecer na cena política em 588, quando os ibéricos estavam novamente em revolta contra o controle sassânida segundo o cronista georgiano Juanxer.
Os nobres ibéricos pediram ao imperador Maurício (r. 582–602) um governante da casa real ibérica; Maurício enviou Gurgenes, conferindo-lhe a dignidade de curopalata e enviando-o para Misqueta. Assim, o Principado da Ibéria foi estabelecido, substituindo o interregno causado pela supressão dos monarcas ibéricos pelos sassânidas ca. 580. Ele tem sido tradicionalmente creditado como fundador do Mosteiro de Jevari, em Misqueta. Foi sucedido por seu filho, Estêvão I; seu outro filho, Demétrio, recebeu o título de hípato. Gurgenes foi o primeiro governante georgiano a dar um passo incomum na emissão de moedas modeladas sobre os dracmas dos sassânidas. Estas moedas, referidas como "ibero-sassânidas", têm as iniciais GN, ou seja, Gurgenes. Assim, "Guarão" (presente nas fontes georgianas) parece ter sido seu nome destinado ao uso doméstico, enquanto "Gurgenes" foi seu nome oficial às relações exteriores, sendo encontrado na cunhagem e nas fontes exteriores.